# ホームタウナーズ
ホームタウナーズ(The Hometowners)は、日本のブルーグラス/カントリー・バンド。
表記に揺らぎがあり、「ホーム・タウナーズ」とするケースもあり。

## 略歴

### 前期
1961年4月、原田実とワゴン・エースを脱退した井上高、鈴木恒雄を中心に「ブルーグラス・カルテット」を結成。
同年4月23日、第10回東京グランド・オール・オプリイに出演。
同年6月、ヴォーカルの花田たけしと深野英明の加入に伴い、「井上高とホームタウナーズ」に改名。
しばらく活動を継続した後、解散。

### 中期
1967年、鈴木恒雄をリーダーとして再結成。「鈴木恒雄とホームタウナーズ」に。
1969年～1970年にオリジナル・アルバムを録音。

### 後期
中期リーダーの鈴木が音楽事務所経営で多忙になったことに伴い、リーダーが杉に交代。「杉はじめとホームタウナーズ」に。
1976年、ジミー時田のアルバムにゲスト参加。

## メンバー
- 井上高　　: ギター、ヴォーカル。オリジナル・メンバー。前期リーダー。1932年9月生まれ。
- 鈴木恒雄　: フィドル、ギター。オリジナル・メンバー。中期リーダー。
- 名倉あきら: バンジョー、ヴォーカル。オリジナル・メンバー。
- 吉野五郎　: ベース。オリジナル・メンバー。
- 花田たけし: ヴォーカル。前期メンバー。前期解散後は原田実とワゴン・エースに移籍。
- 深野英明　: ヴォーカル。前期メンバー。前期解散後は原田実とワゴン・エースに移籍。
- 三田ひろし: サイド・ギター、ヴォーカル。中期メンバー。
- 杉はじめ　: サイド・ギター、ヴォーカル、MC。中期メンバー、後期リーダー。
- 金子行延　: ベース。中期メンバー。
- 青木孝義　: ドラムス。中期メンバー。
- 松野浩三　: ベース。中期メンバー。金子の後任として加入。
- 稲吉薫　　: エレクトリック・ギター。中期メンバー。1970年に加入。
- 松平直久　: スティール・ギター。中期メンバー。1970年に加入。
- 溝渕和雄　: ヴォーカル、ギター。後期メンバー。
- 宇崎竜童　: 中期のマネージャー。

## ディスコグラフィー

### アルバム
- カントリー&ウェスタン・メモリアル・アルバム (日本コロムビア、1969.10)
- ホームタウナーズ・イン・グアム (グリーン・シティー/日本ビクター、1970)

### アルバム (ゲスト参加)
- ジミー時田とザ・ギャング / アメリカの魂 (キング、1977.02)

### シングル (ゲスト参加)
- 三田ひろし / 何処へ帰ろう c/w 恋の夢 (キング、1971) *A面のみ